# مواجهة اقترابية عاطفية
المواجهة الاقترابية العاطفية هي تركيب نفسي يتضمن استخدام المعالجة العاطفية والتعبير العاطفي التي تحدث استجابةً لموقف شِدَّة. بعكس التجنب النفسي والذي تكون فيه المشاعر عبارة عن ردة فعل سلبية غير مرغوبة على موقف شدة، تتضمن المواجهة الاقترابية العاطفية الاستخدام الواعي للمعالجة والتعبير العاطفيين للتعامل مع موقف شدة بصورة أفضل. طُور هذا التركيب لتفسير التباين في أدب الشدة والمواجهة. ارتبطت المواجهة المركّزة على العواطف بنتائج غير منسجمة بشكل كبير، بينما تبين أن المعالجة والتعبير العاطفيين مفيدان.

## تاريخ التركيب
المواجهة هي محاولة واعية لمعالجة وتخفيف المتطلبات التي تعتبر مسببة للشدة. اقترح الباحثون الذين يدرسون المواجهة وجود نمطين كبيرين من المواجهة هما: المواجهة المركزة على العواطف والمواجهة المركزة على المشاكل. تتضمن المواجهة المركزة على العواطف محاولات لتنظيم الاستجابة العاطفية السلبية على الشدة، بينما تتضمن المواجهة المركزة على المشاكل محاولات لتعديل مسبب الشِدَّة بصورة مباشرة. عرفت عمليات المواجهة أيضًا بالاعتماد على ما إذا كانت تتضمن الاقتراب من الموقف المسبب للشدة أو تجنبه.
وجد الباحثون أن اختبار المشاعر القوية يتميز بكونه مخرب ومعيق للوظيفة خاصة بالنسبة للعمليات الإدراكية. علاوة على ذلك، يشير البحث أيضًا إلى وجود روابط بين المواجهة المُركَّزة على العواطف والنتائج النفسية الضعيفة. وجدت مراجعة لأكثر من 100 دراسة وجود ارتباطات بين المواجهة المُركَّزة على العواطف والنتائج السلبية مثل قلة الرضا عن الحياة ووجود أعراض اكتئاب وقلق وعصاب.
على كل حال، هناك بعض الأدلة في الأدب التجريبي على أن التعبير العاطفي يمكن أن يكون متكيفًا ومساعدًا على أداء الوظائف. أظهر البحث التجريبي أن الكتابة التعبيرية التي تتضمن كشف العواطف لها فوائد على الأداء في المهام الإدراكية وعلى النتائج النفسية مثل الأعراض الاكتئابية. أظهر التنظيم العاطفي أهمية المعالجة والتعبير العاطفيين على الصحة. أثبتت المقاربات العلاجية أهمية دور العواطف في مواجهة المواقف الصعبة. العلاج المركز على العواطف هو مقاربة نفسية سريرية تؤكد على أهمية الاعتراف بالعواطف السلبية وتحملها والاستمتاع بالعواطف الإيجابية من أجل الحصول على توافق نفسي صحي.
حاول الباحثون فصل المجالات الوظيفية وغير المنسجمة فيما يخص المواجهة المُركَّزة على العواطف من خلال فحص قياسات المواجهة المُركَّزة على العواطف. وجدت دراسات عديدة أن قياسات المواجهة المُركَّزة على العواطف غالبًا ما تسبب تراكم استراتيجيات اقتراب أو تجنب. سبب ثانٍ لوصف المواجهة المُركَّزة على العواطف بأنها غير منسجمة هو أن إجراءات المواجهة المُركَّزة على العواطف تختلط مع إجراءات المِحنة. في محاولةٍ لتدارك هذه الصعوبات من أجل جعل المواجهة المُركَّزة على العواطف قابلة للقياس، اقترح مقياس جديد لتقييم المواجهة الاقترابية العاطفية.

## تقييم المواجهة من خلال الاقتراب العاطفي
يمكن أن تقاس المواجهة الاقترابية العاطفية باستخدام مقاييس المواجهة الاقترابية العاطفية التي طورها ستانتون وكيرك وكاميرون ودانوف بيرغ عام 2000. تتضمن هذه المقاييس مقياسين فرعيين مستقلين للعناصر هما: المعالجة العاطفية والتعبير العاطفي. يكون مقياسا المعالجة العاطفية والتعبير العاطفي مترابطين بصورة إيجابية لكنهما مستقلان عن بعضهما. تعكس عناصر المعالجة العاطفية محاولةً لفهم ومراعاة وفحص العواطف التي تحدث استجابة لحدث مسبب للشدة. على سبيل المثال <<أنا أعترف بمشاعري>> و <<أنا أحتاج وقتًا لاكتشاف ما أشعر به>>. تقيم عناصر التعبير العاطفي محاولات للتواصل اللفظي وغير اللفظي ومشاركة العواطف. تتضمن نماذج العناصر: <<أنا أسمح لنفسي أن أعبر عن مشاعري>> و <<أنا حر بالتعبير عن عواطفي>>. اختبرت المواجهة الاقترابية العاطفية وأٌثبتت باستخدام مجموعات من التعليمات المعتمدة على مواقف معينة (على سبيل المثال: ماذا تفعل استجابة لمسبب شدة معين) والمعزولة (على سبيل المثال: ماذا تفعل عمومًا). لا يتلازم هاذين المقياسين مع الرغبة الاجتماعية. بالإضافة للغة الإنكليزية، صودق على مقياس المواجهة الاقترابية العاطفية باللغتين النرويجية والتركية.

## الدعم التجريبي

### البحث المقطعي الطولاني

#### العقم
لدى الأزواج متغايري الجنس الذين يعانون من العقم، تنبّأت المواجهة الاقترابية العاطفية بحدوث نقص في الأعراض الاكتئابية للطرفين في كل زوجٍ بعد محاولة تخصيب غير ناجحة. قد تمنح المواجهة الاقترابية العاطفية فوائد للشريكين أيضًا. مثّل امتلاك الأنثى ذات المواجهة الاقترابية العاطفية المنخفضة شريكًا ذكرًا ذا مواجهة اقترابية عاطفية مرتفعة عاملًا وقائيًا من حدوث الأعراض الاكتئابية لديها.

### الاعتداء الجنسي
قد تمنح المواجهة الاقترابية العاطفية بعض الفوائد لضحايا الاعتداء الجنسي. لدى الناجين من اعتداء جنسي، ارتبطت الزيادة في التعبير العاطفي مع تحكم أكبر بعملية التعافي وكانت مشاعر التحكم مرتبطة بتناقص المحنة التالية للاعتداء.

### سرطان الثدي
هناك أدلة متداخلة فيما يخص استخدام المواجهة الاقترابية العاطفية في عينات من النساء المصابات بسرطان الثدي. في دراسة مقطعية طولانية على النساء المصابات بسرطان الثدي، بالنسبة للنساء اللواتي يدركن أن بيئتهن الاجتماعية مستقبلة تنبأ التعبير العاطفي بحدوث تحسن في جودة الحياة لديهن. وجد أيضًا أن المواجهة الاقترابية العاطفية لدى النساء المصابات بسرطان الثدي تنبأت بحدوث زيادة في النمو التالي للصدمة. على كل حال، لم تجد دراسات أخرى نفس الرابط بين التعبير العاطفي والنمو التالي للصدمة.

### بحث مقطعي مستعرض

#### عينات مأخوذة من الطلاب والمجتمع
تظهر الدراسات المقطعية المستعرضة الرابط بين المواجهة الاقترابية العاطفية والتوافق النفسي الإيجابي في عينات مأخوذة من الطلاب والمجتمع تحت شروط معينة. في دراسة مقطعية مستعرضة على النساء غير المتخرجات، أبلغت النساء اللواتي حصلن على نقاط أعلى في مقياس المواجهة الاقترابية العاطفية عن أفكار متكررة أكثر إيجابية وأقل سلبية. في مجتمع عينات من البالغين الأمريكيين من أصل إفريقي، وجد أن المواجهة الاقترابية العاطفية مرتبطة بصورة سلبية مع الغضب وطبع القلق والأعراض الاكتئابية. بالإضافة لذلك، أبلغت النساء ذوات المستويات الأعلى من المعالجة العاطفية المعزولة وجود أعراض قلق واكتئاب أقل ورضا أكبر عن الحياة. بينما بالنسبة للرجال، ارتبطت المستويات الأعلى من المعالجة العاطفية المعزولة برضا أكبر عن الحياة.

### العينات السريرية
هناك بعض الأدلة التي تشير لوجود ارتباطات بين المواجهة الاقترابية العاطفية والصحة النفسية. في دراسة على الأفراد الذين تنطبق عليهم معايير الجمعية النفسية الأمريكية لاضطراب القلق ومجموعة شاهد من الأصحاء، كانت مستويات المواجهة الاقترابية العاطفية أقل لدى الأفراد الذين توافرت فيهم هذه المعايير بالمقارنة مع مجموعة الشاهد. فحصت دراسة أخرى الخبراء ووجدت أن المستويات الأعلى من التعبير العاطفي (لكن ليس المعالجة العاطفية) ارتبطت مع أعراض اكئتابية أقل وتناقص حدوث اضطراب ما بعد الصدمة حتى في ظل وجود تحكم إحصائي بالعمر والجنس والعرق.

### عينات السرطان
تظهر الدراسات المقطعية المستعرضة على عينات من الناجين من السرطان بعض الروابط الإيجابية والسلبية والمختلطة مع المواجهة الاقترابية العاطفية. ارتبطت المستويات الأعلى من المعالجة العاطفية والتعبير العاطفي لدى الإناث الناجيات من السرطان بمستويات أعلى من العواطف الإيجابية وأقل من العواطف السلبية. لدى الإناث الناجيات من السرطان، ارتبطت المستويات الأعلى من المعالجة العاطفية بعواطف إيجابية أكثر وارتبطت المستويات الأعلى من التعبير العاطفي بعواطف سلبية أقل وأفكار تدخلية أقل. على كل حال، لم تكن جميع الروابط بين المواجهة الاقترابية العاطفية والتوافق العاطفي إيجابية بل كان بعضها سلبيًا أو مختلطًا. في دراسة على النساء اللواتي تلقين نتيجة غير طبيعية لفحص مسح سرطان المبيض، ارتبطت المستويات الأعلى من المعالجة العاطفية بأفكار تدخلية أكثر، ولم تكن المعالجة العاطفية ولا التعبير العاطفي مرتبطة بالنمو التالي للصدمة المتعلق بالسرطان.

### عينات داء السكري
تشير دراسةٌ مقطعيةٌ مستعرضةٌ إلى فوائد المعالجة العاطفية لمرضى داء السكري. لدى المرضى المصابين بالنوع الثاني من داء السكري، ارتبطت المستويات الأعلى من المعالجة العاطفية بوجود معرفة أعلى بداء السكري والالتزام بالدواء وسلوكيات الاعتناء بالنفس مثل الحمية الغذائية والنشاط الفيزيائي ومراقبة مستوى سكر الدم. بصورة مشابهة، لدى البالغين المصابين بالنمط الأول من الداء السكري، تبين أن المعالجة العاطفية مرتبطة بالتحكم الأكبر بالاستقلاب.